# Löpskift
Löpskift är en del av en förbandsmurad tegelmur som uteslutande består av så kallade löpstenar eller löpare. Löpskift förekommer till exempel i förbandstyperna kryssförband, blockförband, holländskt förband, amerikanskt förband och löpförband.